# Toyota Camry
Toyota Camry er en stor mellemklassebil fra Toyota. Bilen afløste Toyota Cressida, hvis import til Europa dog først blev indstillet i efteråret 1985 og til andre eksportmarkeder i efteråret 1992.
Navnet Camry er den engelske udtale af det japanske ord "kan-muri" og betyder "krone". Toyota gennemførte med denne model skiftet fra bag- til forhjulstræk i den store mellemklasse.
Den første modelgeneration fandtes også som combi coupé (Liftback), mens anden, tredje og fjerde generation også fandtes som stationcar. I USA dannede Camry basis for Lexus ES og i Japan for Toyota Windom og Toyota Vista. Holden bygger modellen under navnet Holden Apollo, og siden 2000 bygges modellen også af Daihatsu som Daihatsu Altis.
Efter fem modelgenerationer blev importen til Europa indstillet i sommeren 2004 på grund af de lave salgstal og ligheden med den mindre Toyota Avensis og Lexus GS.

## Celica Camry (1980−1983)
På den japanske Toyota-fabrik i Tsutsumi løb det første Toyota-flagskib kaldet Camry af samlebåndet i efteråret 1980. Bilen blev i Asien solgt under betegnelsen Toyota Celica Camry og var baghjulstrukket.
Modellen var baseret på Toyota Corona og var en mere veludstyret version af denne. Fra 1982 blev modellen under navnet Toyota Vista solgt gennem Toyota Vista-forhandlernettet.

## Camry (V10, 1983−1986)
I starten af 1983 blev Toyota Camry introduceret som selvstændig modelserie med tværliggende motor og forhjulstræk.
Denne model blev fra januar 1983 solgt som firedørs sedan og femdørs combi coupé (Liftback) og solgt sideløbende med forgængeren Cressida. Karrosseriformen fulgte 1980'ernes tidssmag og kan betegnes som kantet eller kasseformet.
Modellen fandtes med en firecylindret rækkemotor med overliggende knastaksel, dobbelt karburator og et slagvolume på 1832 cm³. Motoren ydede 66 kW (90 hk). I sommeren 1984 blev den suppleret af GLi-modellen med 2,0-litersmotor.

## Camry (CV20/SV21/VZV21, 1986−1991)
Anden generation af Camry havde de interne modelbetegnelser CV20, SV21 og VZV21, og blev bygget mellem oktober 1986 og maj 1991. Modellen fandtes igen som firedørs sedan, men ikke længere som combi coupé (Liftback). I stedet kunne modellen for første gang fås som stationcar.
I Europa afløste Camry den siden efteråret 1985 ikke længere importerede Toyota Cressida, som dog fortsatte med at markedsføres i Nordamerika sideløbende med Camry. Karrosseriformen blev glattere og rundere. Luftmodstandskoefficenten lå på 0,35. Sedanversionen havde en længde på 4500 mm, en bredde på 1712 mm og en højde på 1365 mm, mens stationcaren havde målene 4625 mm/1712 mm/1375 mm. Bilen fandtes som GLi med katalysator og et slagvolume på 1998 cm³ med en effekt på 89 kW (121 hk) (i starten også uden katalysator og med 94 kW (128 hk)), XL Turbo-Diesel (1974 cm³/62 kW (84 hk)) og V6 GXi Kat. (2507 cm³/118 kW (160 hk)).
I Nordamerika var også denne Camry meget succesfuld og dannede basis for den i slutningen af 1989 introducerede Lexus ES. Den blev fra slutningen af 1989 ligeledes forbillede for Holden Apollo.
I Østrig fandtes sedanen med 121 hk-motor også i en firehjulstrukket version. I Schweiz kunne stationcaren (eller Sportswagon, som modellen hed i Schweiz) også fås med firehjulstræk og en motoreffekt på 117 hk.
Modellen er af det svenske forsikringsselskab Folksam blevet bedømt som værende lige så sikker som middelbilen.
- Bagfra
- Toyota Camry stationcar (1986–1991)
- Bagfra

### Tekniske data
|                                                | 2,0                             | 2,0                    | 2,5 V6                          | 2,0 TD              |
| Motordata                                      |                                 |                        |                                 |                     |
| Motorkode                                      | 3S-FE                           | 3S-FE                  | 2VZ-FE                          | 2C-T                |
| Motortype                                      | R4-benzinmotor                  | R4-benzinmotor         | V6-benzinmotor                  | R4-dieselmotor      |
| Antal ventiler pr. cylinder                    | 4                               | 4                      | 4                               | 2                   |
| Ventilstyring                                  | DOHC, tandhjul/tandrem          | DOHC, tandhjul/tandrem | 2 × DOHC, tandhjul/tandrem      | OHC, tandrem        |
| Fødesystem                                     | Multipoint                      | Multipoint             | Multipoint                      | Hvirvelkammer       |
| Trykladning                                    | –                               | –                      | –                               | Turbolader          |
| Køling                                         | Vandkøling                      | Vandkøling             | Vandkøling                      | Vandkøling          |
| Boring × slaglængde                            | 86,0 × 86,0 mm                  | 86,0 × 86,0 mm         | 87,5 × 69,5 mm                  | 86,0 × 85,0 mm      |
| Slagvolume                                     | 1998 cm³                        | 1998 cm³               | 2507 cm³                        | 1974 cm³            |
| Kompressionsforhold                            | 9,8:1                           | 9,3:1                  | 9,0:1                           | 23,0:1              |
| Maks. effekt ved omdr./min.                    | 89 kW (121 hk) /5600            | 86 kW (117 hk) /5200   | 118 kW (160 hk) /5800           | 62 kW (84 hk) /4500 |
| Maks. drejningsmoment ved omdr./min.           | 176 Nm /4400                    | 171 Nm /4400           | 206 Nm /4600                    | 175 Nm /2000        |
| Kraftoverførsel                                |                                 |                        |                                 |                     |
| Drivende hjul                                  | Forhjul                         | Alle                   | Forhjul                         | Forhjul             |
| Gearkasse (standardudstyr)                     | 5-trins manuel                  | 5-trins manuel         | 5-trins manuel                  | 5-trins manuel      |
| Gearkasse (ekstraudstyr)                       | 4-trins automatisk              | –                      | 4-trins automatgear             | 4-trins automatgear |
| Præstationer                                   |                                 |                        |                                 |                     |
| Topfart                                        | 192 km/t                        | 185 km/t               | 205 km/t (195 km/t)             | 170 km/t            |
| Acceleration 0-100 km/t                        | 9,4 sek.                        | 12,2 sek.              | 9,0 sek.                        | 11,6 sek.           |
| Brændstofforbrug pr. 100 km ved blandet kørsel | 8,3 liter (8,6 liter) Blyfri 95 |                        | 9,0 liter (9,5 liter) Blyfri 95 | 6,8 liter Diesel    |

1. 1 2  Uden katalysator 94 kW (128 hk) / 179 Nm
2. ↑  Værdier i parentes ( ) gælder for versioner med automatgear.

## Camry (SXV10/VCV10, 1991−1996)
Den komplet nyudviklede Camry af tredje generation blev bygget mellem juni 1991 og august 1996. Modelserien havde den interne betegnelse SXV10 hhv. VCV10. Den i Nordamerika byggede stationcarudgave kom til Europa i marts 1992.
Som følge af de i forhold til forgængeren øgede udvendige mål blev der også mere plads i kabinen. Den firedørs sedanudgave havde en længde på 4720 mm, en bredde på 1770 mm og en højde på 1400 mm. Egenvægten lå alt efter udstyr på 1355 til 1415 kg. Camry III fandtes i versionerne 2,2 GL og 3,0 V6 GX.
Det helt nye karrosseri var rundere og mere strømlineformet end forgængerens. Bagagerummet kunne rumme 517 liter, og luftmodstandskoefficenten var opgivet til 0,31. Karrosseriformen lignede Lexus-modellerne, og udstyret var i modsætning til bl.a. tyske konkurrenter fra fabrikken meget omfangsrigt. Stationcarversionens bagrude med to viskere gælder frem til i dag som enestående. Til stationcarversionen kunne der også leveres en tredje sæderække.
Som den første øvre mellemklassebil havde bilen som standard airbag, elektroniske ABS-bremser med fire sensorer samt sidekollisionsbeskyttelse i dørene. De nye motorer (5S-FE/2164 cm³/100 kW (136 hk) hhv. 3VZ-FE/2958 cm³ (V6)/138 kW/188 hk)) havde større slagvolume med mere elasticitet og større effekt. Der fandtes ikke længere nogen dieselmodel.
I Japan blev denne model markedsført under navnet Toyota Scepter. I Australien var modellen fra 1993 efterfølger for Cressida og hed frem til 1997 Toyota Vienta.
Modellen er af det svenske forsikringsselskab Folksam bedømt som værende lige så sikker som middelbilen.
- Bagfra
- Toyota Camry stationcar (1992–1996)

### Tekniske data
|                                                | 2,2                    | 3,0                              |
| Byggeår                                        | 1991−1996              | 1991−1996                        |
| Motordata                                      |                        |                                  |
| Motorkode                                      | 5S-FE                  | 3VZ-FE                           |
| Motortype                                      | R4-benzinmotor         | V6-benzinmotor                   |
| Antal ventiler pr. cylinder                    | 4                      | 4                                |
| Ventilstyring                                  | DOHC, tandhjul/tandrem | 2 × DOHC, tandhjul/tandrem       |
| Fødesystem                                     | Multipoint             | Multipoint                       |
| Trykladning                                    | –                      | –                                |
| Køling                                         | Vandkøling             | Vandkøling                       |
| Boring × slaglængde                            | 87,0 × 91,0 mm         | 87,5 × 82,0 mm                   |
| Slagvolume                                     | 2164 cm³               | 2958 cm³                         |
| Kompressionsforhold                            | 9,8:1                  | 9,6:1                            |
| Maks. effekt ved omdr./min.                    | 100 kW (136 hk) /5400  | 138 kW (188 hk) /5400            |
| Maks. drejningsmoment ved omdr./min.           | 196 Nm /4000           | 255 Nm /4400                     |
| Kraftoverførsel                                |                        |                                  |
| Drivende hjul                                  | Forhjul                | Forhjul                          |
| Gearkasse (standardudstyr)                     | 5-trins manuel         | 5-trins manuel                   |
| Gearkasse (ekstraudstyr)                       | 4-trins automatisk     | 4-trins automatisk               |
| Præstationer (sedan)                           |                        |                                  |
| Topfart                                        | 205 km/t               | 225 km/t (220 km/t)              |
| Acceleration 0-100 km/t                        | 9,7 sek.               | 8,8 sek. (9,0 sek.)              |
| Brændstofforbrug pr. 100 km ved blandet kørsel | 8,5 liter Blyfri 91    | 9,8 liter (10,5 liter) Blyfri 95 |
| Præstationer (stationcar)                      |                        |                                  |
| Topfart                                        | 195 km/t               | 215 km/t                         |
| Acceleration 0-100 km/t                        | 11,8 sek.              | 9,2 sek.                         |
| Brændstofforbrug pr. 100 km ved blandet kørsel |                        | 10,4 liter Blyfri 95             |

1. ↑  Værdier i parentes ( ) gælder for versioner med automatgear.

## Camry (XV20, 1996−2001)
Denne fjerde generation af Camry var en videreudvikling af tredje generation og blev bygget mellem august 1996 og september 2001. Den i midten af 1997 introducerede stationcar blev kun markedsført i Japan og hed Toyota Camry Gracia.
Den hidtil runde karrosseriform blev mere kantet, mens luftmodstandskoefficenten fortsat var 0,31. Forgængerens V6-motor (3VZ-FE) blev afløst af motortypen 1MZ-FE med let øget slagvolume (2995 mod før 2958 cm³), som nu ydede 140 kW (190 hk) mod forgængerens 138 kW (188 hk). Den 2,2-liters firecylindrede 5S-FE-motor fortsatte med let reduceret ydelse (96 kW (130 hk) mod før 100 kW (136 hk)), men opfyldt nu ligesom V6'eren Euro2-normen.
En forlænget akselafstand øgede benpladsen i kabinen, mens bredde og højde også voksede lidt. Udstyret blev også forbedret med bl.a. blødere materialer i kabinen. Standardudstyret omfattede i samtlige modeller automatisk klimaanlæg og nu også forsædepassagerairbag. Til radiomontering havde modellen en dobbelt DIN-radioskakt, i hvilken der fra fabrikken var monteret enten en DIN-radio og en pladsholder eller en DIN-radio og en cd-afspiller, ligeledes i DIN-størrelse. Fra ca. juli 1998 blev sideairbags integreret i forsædernes ryglæn ligeledes standardudstyr.
På Frankfurt Motor Show 1997 blev der præsenteret en sportsligt orienteret S-model. Denne adskilte sig fra den normale Camry gennem en 3 cm sænket undervogn, 17" alufælge, front- og hækskørter samt en sportskølergrill. Der var derimod ingen forskel på det indvendige udstyr.
- Bagfra
- Toyota Camry Gracia (1997–2000)

I april 2000 fik Camry et facelift med ændringer af bl.a. forlygterne (nu med klart glas) samt større baglygter, hvor kofangere og kølergrill også blev let modificerede. I forbindelse med V6-motoren var antispinregulering nu standardudstyr og på 2,2-litersmodellerne fartpilot. V6-modellens effekt blev let reduceret til 135 kW (184 hk), og 2,2-litersmodellens til 93 kW (126 hk). Alle versioner opfyldt nu Euro3-normen.
- Toyota Camry (2000–2001)
- Bagfra
- Coupéversion til USA: Camry Solara

### Tekniske data
|                                      | 2,2                    | 3,0                        |
| Byggeår                              | 8/1996−9/2001          | 8/1996−9/2001              |
| Modelserie                           | SXV20                  | MCV20                      |
| Motordata                            |                        |                            |
| Motorkode                            | 5S-FE                  | 1MZ-FE                     |
| Motortype                            | R4-benzinmotor         | V6-benzinmotor             |
| Antal ventiler pr. cylinder          | 4                      | 4                          |
| Ventilstyring                        | DOHC, tandhjul/tandrem | 2 × DOHC, tandhjul/tandrem |
| Fødesystem                           | Multipoint             | Multipoint                 |
| Trykladning                          | –                      | –                          |
| Køling                               | Vandkøling             | Vandkøling                 |
| Boring × slaglængde                  | 87,0 × 91,0 mm         | 87,5 × 83,0 mm             |
| Slagvolume                           | 2164 cm³               | 2995 cm³                   |
| Kompressionsforhold                  | 9,8:1                  | 10,5:1                     |
| Maks. effekt ved omdr./min.          | 96 kW (130 hk) /5200   | 140 kW (190 hk) /5200      |
| Maks. drejningsmoment ved omdr./min. | 196 Nm /4200           | 275 Nm /4400               |
| Kraftoverførsel                      |                        |                            |
| Drivende hjul                        | Forhjul                | Forhjul                    |
| Gearkasse (standardudstyr)           | 5-trins manuel         | 4-trins automatisk         |
| Gearkasse (ekstraudstyr)             | 4-trins automatisk     | –                          |
| Præstationer                         |                        |                            |
| Topfart                              | 200 km/t (195 km/t)    | (220 km/t)                 |
| Acceleration 0-100 km/t              | 10,4 sek. (11,7 sek.)  | 9,0 sek.                   |

1. ↑  Fra april 2000 93 kW (126 hk)
2. ↑  Fra april 2000 135 kW (184 hk)
3. ↑  Værdier i parentes ( ) gælder for versioner med automatgear.

3,0 V6 fandtes udelukkende med automatgear (fire trin), mens den firecylindrede version fandtes med enten femtrins manuel gearkasse eller med automatgear. Begge versionerne havde den samme automatgearkasse, som dog var forskelligt afstemt efter begge motorerne.
I USA blev der mellem efteråret 1998 og slutningen af 2003 også solgt en coupé og en cabriolet under navnet Toyota Camry Solara.
Siden foråret 2000 er der i Japan blevet markedsført en næsten identisk bil under navnet Daihatsu Altis. Næsten samtidig med Camry blev den afløst af en ny model.
- Vendediameter: 11,8 m
- Bagagerumsvolume: 520 liter
- Egenvægt: 1460 til 1480 kg
- Tankindhold: 70 liter

## Camry (XV30, 2001−2006)
Femte generation af Camry blev introduceret på Frankfurt Motor Show i september 2001.
Karrosseriet havde en udpræget kileform med fladere C-søjle og "familieansigtet" fra de andre Toyota-modeller. Luftmodstandskoefficenten kunne som følge af det mere strømlinede karrosseri reduceres til 0,28. Den nye platform, som muliggjorde en 50 mm længere akselafstand, muliggjorde også mere kabineplads. Benpladsen voksede ca. 40 mm både foran og bagi, og hoved- og skulderpladsen med ca. 20 mm. De udvendige mål steg i længden med 15 mm, i bredden med 10 mm og i højden med 70 mm. Bagagerummet voksede til 587 liter.
Kørekomforten blev forbedret med bl.a. længere fjederveje på de optimerede hjulophæng og støjdæmpning. Servostyringen blev direkte afstemt.
Basismotoren var en 2,4-liters firecylindret rækkemotor (2362 cm³ slagvolume), som afløste den hidtil benyttede 2,2-litersmotor. Den var baseret på motoren fra Toyota Previa med to overliggende, variabelt styrede knastaksler (VVT-i) samt et elektronisk styret gasspjæld (Drive-by-Wire). Motorens maksimale effekt var 112 kW (152 hk) og det maksimale drejningsmoment var opgivet til 218 Nm. Den manuelle gearkasse havde fem gear. Topfarten lå på 210 km/t, og bilen accelererede fra 0 til 100 km/t på 9,4 sekunder. I stedet for den manuelle gearkasse kunne modellen mod merpris leveres med firetrins automatgear.
Alternativt fandtes Camry med en V6-motor på 2995 cm³ af letmetal. Også denne motor var udstyret med elektronisk styret gasspjæld (Drive-by-Wire). Modellerne med denne motor havde elektronisk styret firetrins automatgear (4ECT-i), antispinregulering (TRC) og elektronisk stabilitetsprogram (VSC). 24V-motoren ydede 137 kW (186 hk) ved 5300 omdr./min., accelererede fra 0 til 100 km/t på 9,1 sek. og gav bilen en topfart på 225 km/t; drejningsmomentet lå på 273 Nm.
Eksporten af Camry til Europa blev indstillet i sommeren 2004. I Japan, USA og andre udvalgte asiatiske lande kunne denne generation af Camry (med let facelift) fortsat købes frem til slutningen af 2006.
- Toyota Camry (2004–2006)
- Bagfra

### Tekniske data
|                                                | 2,4                             | 3,0                    |
| Byggeår                                        | 11/2001−7/2004                  | 11/2001−7/2004         |
| Motordata                                      |                                 |                        |
| Motorkode                                      | 2AZ-FE                          | 1MZ-FE                 |
| Motortype                                      | R4-benzinmotor                  | V6-benzinmotor         |
| Antal ventiler pr. cylinder                    | 4                               | 4                      |
| Ventilstyring                                  | DOHC, kæde                      | 2 × DOHC, tandrem      |
| Fødesystem                                     | Multipoint                      | Multipoint             |
| Trykladning                                    | –                               | –                      |
| Køling                                         | Vandkøling                      | Vandkøling             |
| Boring × slaglængde                            | 88,5 × 96,0 mm                  | 87,5 × 83,0 mm         |
| Slagvolume                                     | 2362 cm³                        | 2995 cm³               |
| Kompressionsforhold                            | 9,6:1                           | 10,5:1                 |
| Maks. effekt ved omdr./min.                    | 112 kW (152 hk) /5600           | 137 kW (186 hk) /5300  |
| Maks. drejningsmoment ved omdr./min.           | 218 Nm /3800                    | 273 Nm /4300           |
| Kraftoverførsel                                |                                 |                        |
| Drivende hjul                                  | Forhjul                         | Forhjul                |
| Gearkasse (standardudstyr)                     | 5-trins manuel                  | 4-trins automatisk     |
| Gearkasse (ekstraudstyr)                       | 4-trins automatisk              | –                      |
| Præstationer                                   |                                 |                        |
| Topfart                                        | 210 km/t (200 km/t)             | (225 km/t)             |
| Acceleration 0-100 km/t                        | 9,4 sek. (10,5 sek.)            | (9,1 sek.)             |
| Brændstofforbrug pr. 100 km ved blandet kørsel | 8,6 liter (9,7 liter) Blyfri 95 | (11,0 liter) Blyfri 95 |

1. ↑  Værdier i parentes ( ) gælder for versioner med automatgear.

## Camry (XV40, 2006−2011)
Siden slutningen af 2006 fremstilles Camry ikke kun i Asien, men også i Georgetown, Kentucky. Denne generation har officielt ikke været markedsført i Europa.
Basismodellen kørte med en firecylindret 2,4-litersmotor med en effekt på 115 kW (156 hk). På det nordamerikanske marked var basismotoren på 2,5 liter og ydede 127 kW (173 hk) hhv. 134 kW (182 hk). LE-modellen fandtes med en 3,5-liters sekscylindret motor med 200 kW (272 hk). Nyt i V6-modellen var et sekstrins automatgear, som afløste det gamle femtrins fra de firecylindrede versioner. Toyota Camry Hybrid var udstyret med en kombination af den 2,4-liters firecylindrede motor og en elektromotor med en samlet effekt på 139 kW (189 hk).
Ud over sikkerhedudstyret med ABS, ESP (ekstraudstyr) og syv airbags havde Camry fra modelår 2007 også satellitradio, dvd-navigation, xenonlys, LED-baglygter og Bluetooth-teknologi.
- Toyota Camry
(malaysisk version)
- Bagfra

På det nordamerikanske marked var modellen fortsat blandt de mest solgte biler. Alene i år 2011 blev der i USA solgt 308.510 eksemplarer. Mellem sommeren 2004 og midten af 2009 fandtes der igen også coupé- og cabrioletvarianter kaldet Toyota Camry Solara.
- Toyota Camry Solara Coupé

### Tekniske data
|                                                | 2,4                   | 3,3                   | 3,5                   | 2,4 Hybrid                                                                                       |
| Motordata                                      |                       |                       |                       |                                                                                                  |
| Motortype                                      | R4-benzinmotor        | V6-benzinmotor        | V6-benzinmotor        | R4-benzinmotor + elmotor                                                                         |
| Antal ventiler pr. cylinder                    | 4                     | 4                     | 4                     | 4                                                                                                |
| Ventilstyring                                  | DOHC, kæde            | 2 × DOHC, tandrem     | 2 × DOHC, tandrem     | DOHC, kæde                                                                                       |
| Fødesystem                                     | Multipoint            | Multipoint            | Multipoint            | Multipoint                                                                                       |
| Trykladning                                    | –                     | –                     | –                     | –                                                                                                |
| Køling                                         | Vandkøling            | Vandkøling            | Vandkøling            | Vandkøling                                                                                       |
| Boring × slaglængde                            | 88,5 × 96,0 mm        | 91,9 × 83,1 mm        | 94,0 × 83,0 mm        | 88,5 × 96,0 mm                                                                                   |
| Slagvolume                                     | 2362 cm³              | 3311 cm³              | 3456 cm³              | 2362 cm³                                                                                         |
| Kompressionsforhold                            | 9,8:1                 | 10,8:1                | 10,8:1                | 12,5:1                                                                                           |
| Maks. effekt ved omdr./min.                    | 115 kW (156 hk) /6000 | 157 kW (213 hk) /5600 | 200 kW (272 hk) /6200 | Benzinmotor: 110 kW (150 hk) /6000 Elmotor: 105 kW (143 hk) /4500 Samlet effekt: 139 kW (189 hk) |
| Maks. drejningsmoment ved omdr./min.           | 214 Nm /4000          | 298 Nm /3600          | 336 Nm /4700          | Benzinmotor: 187 Nm /4400 Elmotor: 270 Nm /0−1500                                                |
| Kraftoverførsel                                |                       |                       |                       |                                                                                                  |
| Drivende hjul                                  | Forhjul               | Forhjul               | Forhjul               | Forhjul                                                                                          |
| Gearkasse (standardudstyr)                     | 5-trins manuel        | 5-trins automatisk    | 6-trins automatisk    | Trinløs CVT                                                                                      |
| Gearkasse (ekstraudstyr)                       | 5-trins automatisk    | –                     | –                     | –                                                                                                |
| Præstationer                                   |                       |                       |                       |                                                                                                  |
| Topfart                                        | 180 km/t              | 200 km/t              | 200 km/t              | 180 km/t                                                                                         |
| Brændstofforbrug pr. 100 km ved blandet kørsel | 9,4 liter Blyfri 91   |                       | 10,7 liter Blyfri 91  | 6,9 liter Blyfri 91                                                                              |

## Camry (XV50, 2011−)
Den syvende modelgeneration af Camry blev præsenteret i august 2011 og kom ud til forhandlerne en måned senere. Heller ikke denne generation importeres officielt til Europa.
På trods af optiske ligheder med forgængeren er karrosseriet helt nyudviklet. Også motorerne er blevet let modificerede, specielt basismotorens effekt. 3,5-litersmotoren og hybridmodellen er fortsat koblet til de højere udstyrsvarianter.
I modsætning til forgængerne ligner den japanske version nu optisk versionen til øvrige asiatiske markeder og findes nu kun med hybriddrift.
I USA sælges modellen ikke længere med manuelt gear, men i stedet har benzinmotorerne nu sekstrins automatgear som standardudstyr. Hybridversionen har trinløs gearkasse. Standard er ligeledes ESP, 10 airbags og diverse komfortudstyr.
- Bagfra
- Toyota Camry Hybrid